# Nederländerna i olympiska vinterspelen 1998
Nederländerna deltog i olympiska vinterspelen 1998. Nederländerna deltog med 22 deltagare, 10 män och 12 kvinnor.

## Medaljer

### Guld
- Hastighetsåkning på skridskor
  - Herrar 1000 m: Ids Postma
  - Herrar 5000 m: Gianni Romme
  - Herrar 10000 m: Gianni Romme
  - Damer 1000 m: Marianne Timmer
  - Damer 1500 m: Marianne Timmer

### Silver
- Hastighetsåkning på skridskor
  - Herrar 1000 m: Jan Bos
  - Herrar 1500 m: Ids Postma
  - Herrar 5000 m: Rintje Ritsma
  - Herrar 10000 m: Bob de Jong

### Brons
- Hastighetsåkning på skridskor
  - Herrar 1500 m: Rintje Ritsma
  - Herrar 10000 m: Rintje Ritsma